# Santa Fe Marshal
Santa Fe Marshal è un film del 1940 diretto da Lesley Selander.
È un western statunitense con William Boyd, Russell Hayden e Marjorie Rambeau. Fa parte della serie di film western incentrati sul personaggio di Hopalong Cassidy (interpretato da Boyd) creato nel 1904 dallo scrittore Clarence E. Mulford.

## Produzione
Il film, diretto da Lesley Selander su una sceneggiatura di Harrison Jacobs, fu prodotto da Harry Sherman tramite la Harry Sherman Productions e girato a Santa Clarita e Keen Camp, in California, dal 17 luglio 1939. Il titolo di lavorazione fu Medicine Show.

## Distribuzione
Il film fu distribuito negli Stati Uniti dal 26 gennaio 1940 al cinema dalla Paramount Pictures.
Altre distribuzioni:
- in Svezia il 24 agosto 1940 (Sheriffen från Santa Fe)
- negli Stati Uniti il 25 giugno 1948 (redistribuzione)
- in Brasile (Os Caminhos de Santa Fé)
- in Danimarca (Den ukendte rytter)
- in Grecia (Tolmiros arhigos)